# Lijst van burgemeesters van Oudhuizen
Dit is een lijst van burgemeesters van de voormalige Nederlandse gemeente Oudhuizen tot die gemeente in 1857 opging in de gemeente Wilnis.
| Ambtsperiode | Naam burgemeester               | Partij of stroming | Bijzonderheden                                                                              |
| ------------ | ------------------------------- | ------------------ | ------------------------------------------------------------------------------------------- |
| 1818 - 1821  | Albertus Jan Klaus              |                    | schout, tevens schout van Wilnis                                                            |
| 1824 - 1849  | Jacob (J.) van der Does         |                    | tot 1825 schout, tevens schout/burgemeester van Wilnis                                      |
| 1850 - 1851  | Jacob (J.) Verdam               |                    | tevens burgemeester van Wilnis (1850-1851) en schout/burgemeester van Mijdrecht (1821-1851) |
| 1851 - 1857  | Johannes Gerard (J.G.) de Voogt |                    | tevens burgemeester van Wilnis en Mijdrecht (beide 1851-1900)                               |